# Hislopia sinensis
Hislopia sinensis är en mossdjursart som först beskrevs av Jullien 1880.  Hislopia sinensis ingår i släktet Hislopia och familjen Hislopiidae. Inga underarter finns listade i Catalogue of Life.